# José Tauschek
José Tauschek fue un comerciante originario de Bohemia que llegó a la región patagónica argentina desde Chile y uno de los primeros en habitar junto al Lago Nahuel Huapi a fines del siglo XIX. Nació en Hutzina, Bohemia, en 1855 y murió en el 1900 en Bariloche.

## Biografía
Joseph Tauschek Klajik, como era su nombre completo, inmigró a Chile por iniciativa de su padre Wenceslao Tuschek. Éste había nacido Wehlhutje bei Prag (Bohemia checoslovaca) el 12 de agosto de 1816. Wenceslao junto con su esposa Katharina Klajik (nacida en Ort bei Hohenmauth, Vysoke Myto) y cuatro hijos, entre ellos Joseph, llegaron el 22 de diciembre de 1856 a Puerto Montt. El padre de familia cambió su profesión de herrero por la de labriego y se instalaron en la chacra N.º 30 en el Volcán Osorno a orillas del Lago Llanquihue. Desde allí partiría José con su esposa Carolina Gerstman (oriunda de la Silesia alemana) 22 años después de casarse en 1870.
Tauschek murió en 1900, el dato está debidamente certificado ya que desde ese año comienzan en Bariloche los registros de defunciones. Su vida llegaría a su fin por un accidente fluvial del cual no hay detalles, solo se sabe que cayó al agua y allí se produjo la defunción. El pionero fue el primero en tener una embarcación a vela en este lago patagónico. Se sabe que murió ahogado mientras llevaba en su balsa elementos del destacamento militar de caballería, ya que en su campamento se alojaba una parte de las tropas de la cordillera que se encargaban de controlar la región andina de Neuquén y Río Negro.